# Strömbrytare

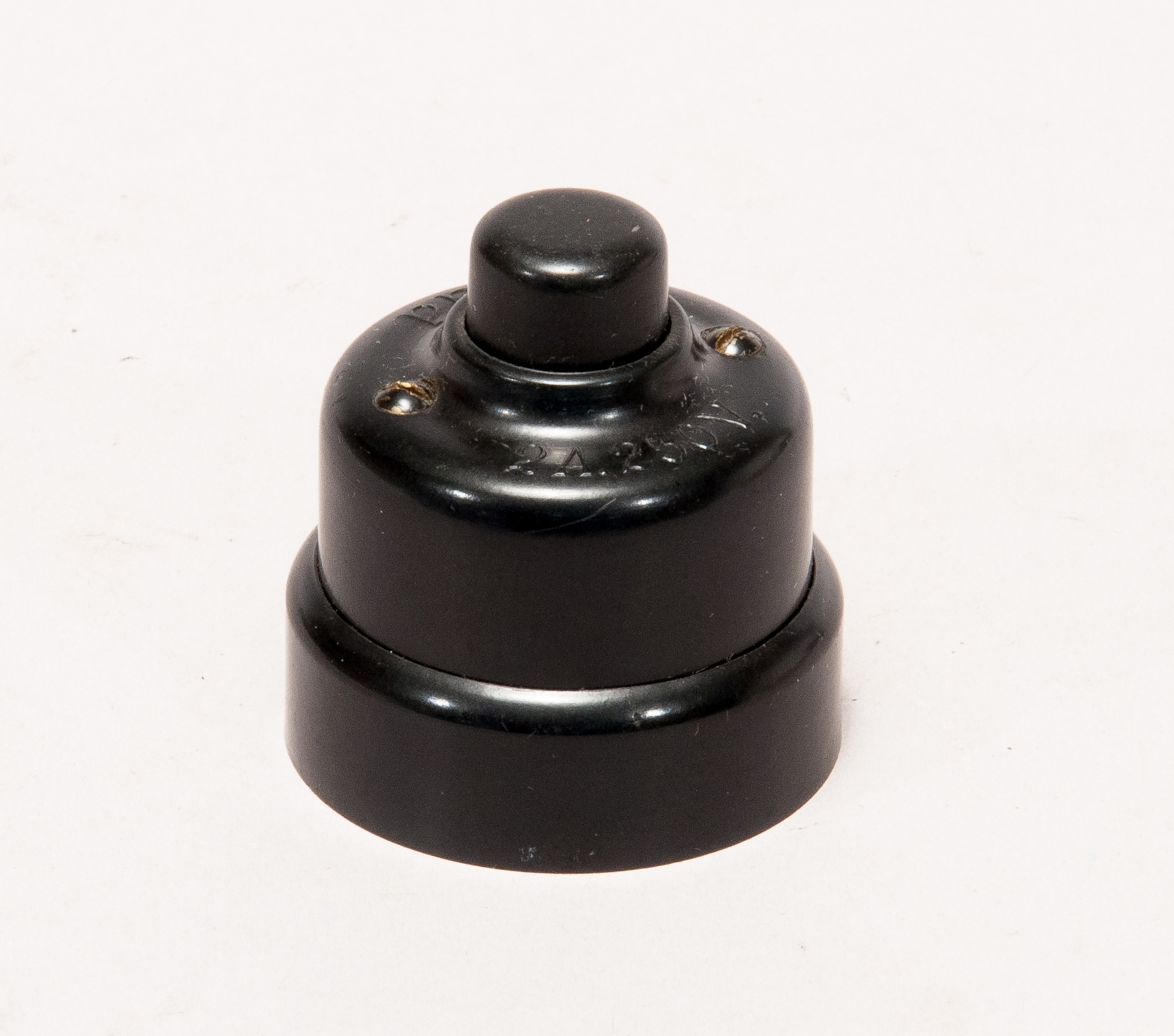
En äldre strömbrytare av typen Pello.

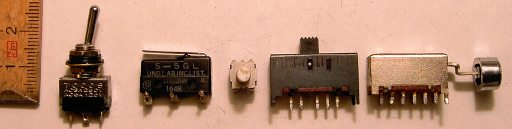
Flera olika typer av strömbrytare.

Strömbrytare, eller strömställare, är en elektrisk komponent som används för att bryta och sluta en elektrisk krets. Enligt den tekniska nomenklaturen benämns den strömställare, men detta namn har inte fått någon större spridning bland allmänheten. I fordonselektriska sammanhang benämns komponenten ofta kontakt, till exempel bromsljuskontakt.

## Konstruktion
Strömbrytare i hushållet brukar bestå dels av en metalldel med låg resistans och god tålighet mot oxidation. En ytterdel i plast, keramik eller bakelit som isolerar och skyddar operatören mot beröring med de spänningsförande delarna. För kretsar som arbetar med ofarliga spänningar kan hela strömbrytaren vara utförd i metall, något som är olämpligt för högspänningsnät.

## Användning
Strömbrytaren används bland annat till lampor i huset, ficklampor, datorer och till radiostyrda saker.
En strömbrytare skall kunna bryta den största effekt som kretsen är avsedd för. En annan typ av strömställare är frånskiljare som är avsedd för låg effekt eller strömlöst tillstånd.